# Chevrolet Adra
Pour les articles homonymes, voir Adra.

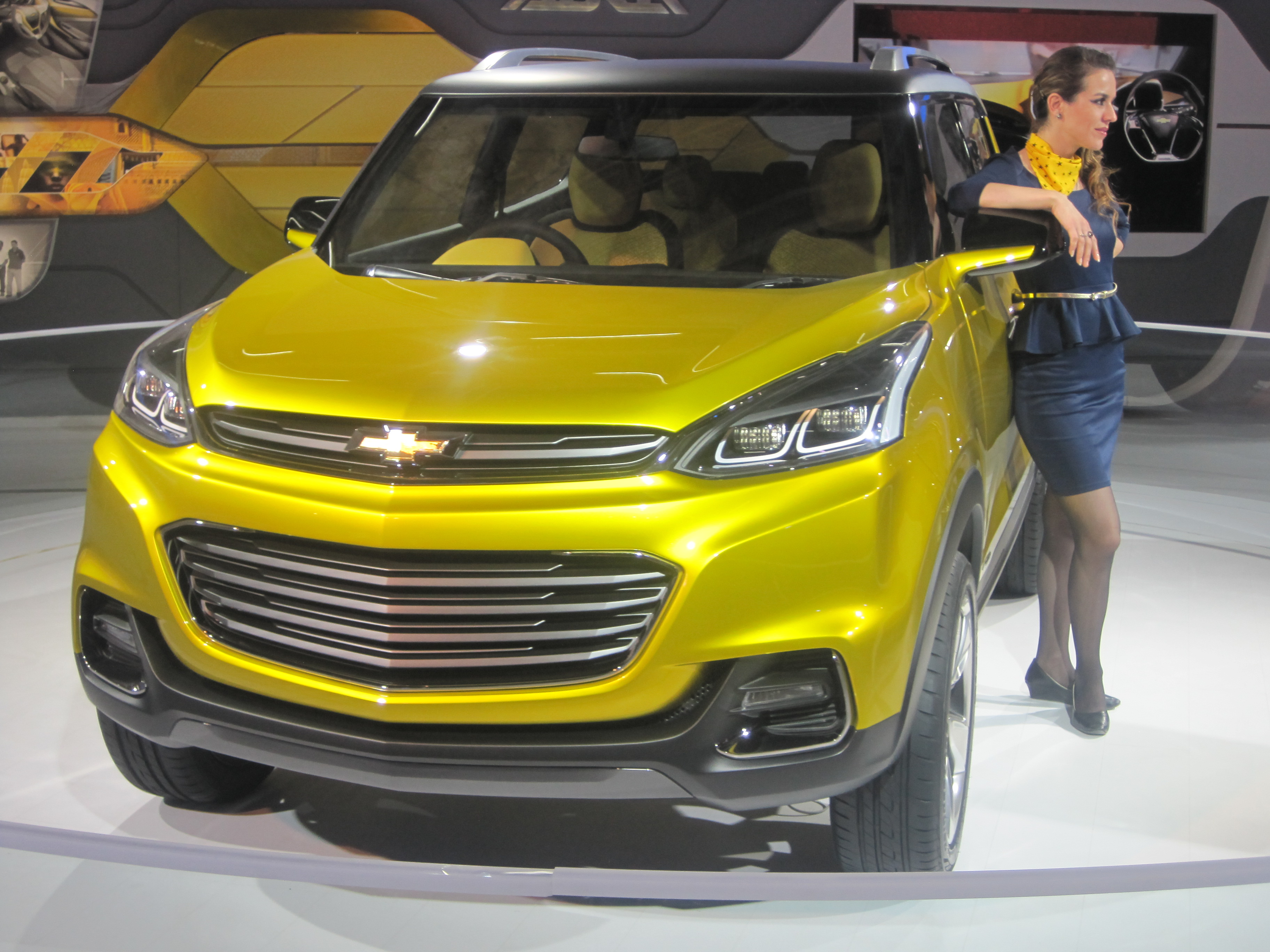
La Chevrolet Adra sur le stand de la marque en 2014.

Le Chevrolet Adra est un concept de SUV sous-compact dévoilé à l'Auto Expo 2014 par Chevrolet. La voiture a été conçue par General Motors India Private Limited dans leur usine de Bangalore. La production de l'Adra allait commencer en 2016 ou 2017 en tant que SUV sous-compact uniquement pour l'Inde, mais la production a été annulée car les ventes de Chevrolet diminuaient en Inde, ce qui a conduit Chevrolet à se retirer du marché indien, avec l'Afrique du Sud, en 2017.